# Ford Puma (2019)
Ford Puma – samochód osobowy typu crossover klasy subkompaktowej produkowany pod amerykańską marką Ford od 2019 roku.

## Historia i opis modelu

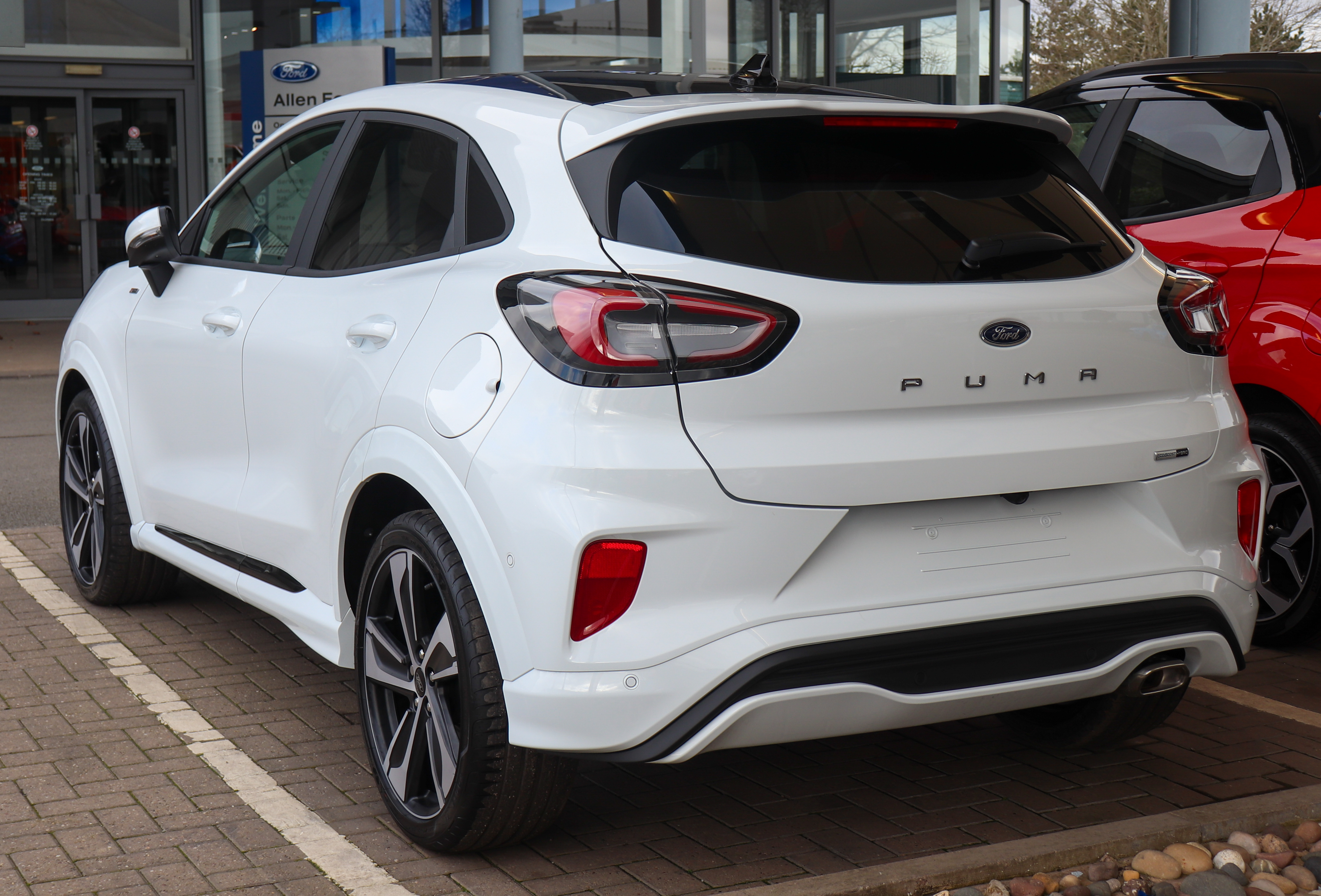
Ford Puma ST-Line - tył

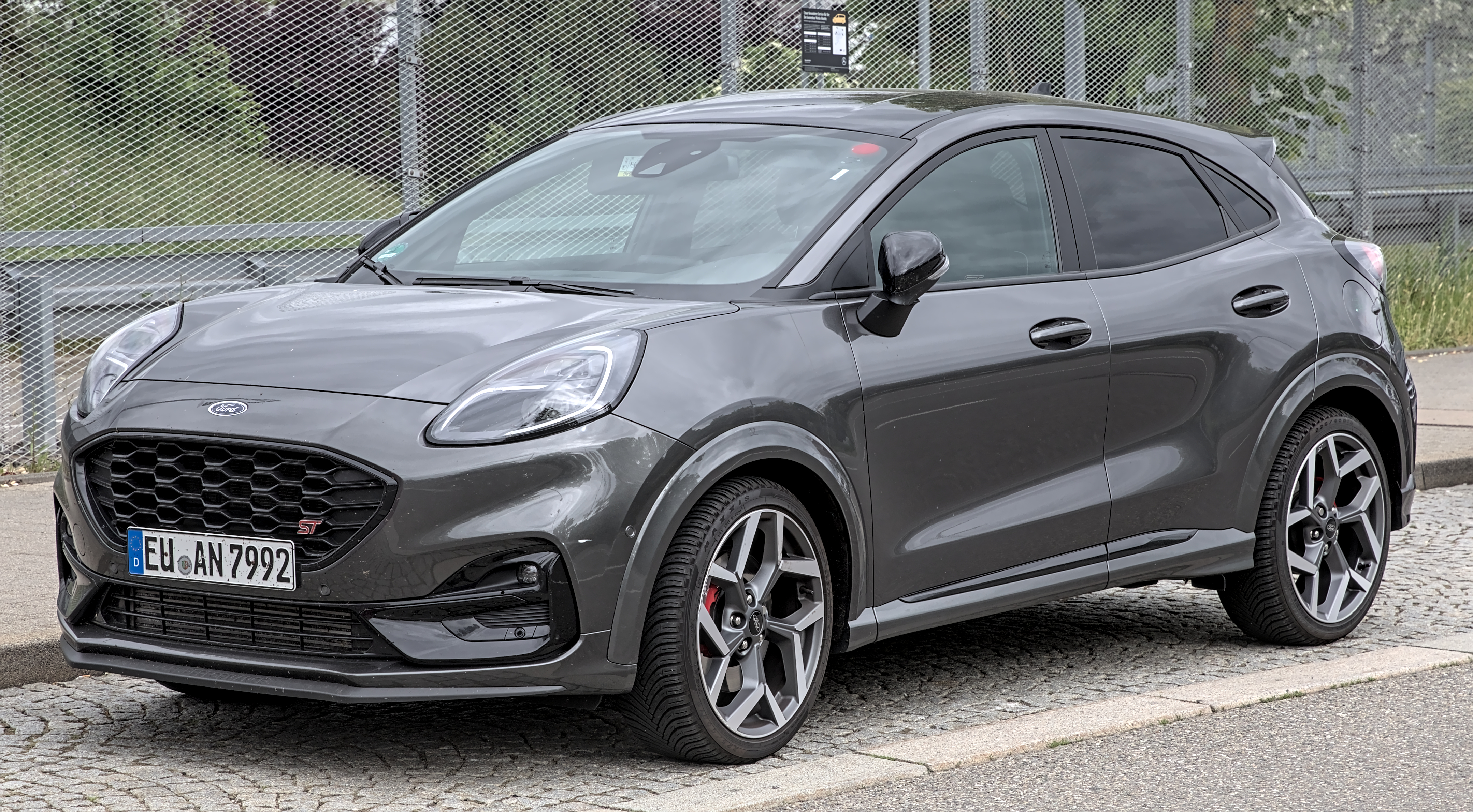
Ford Puma ST

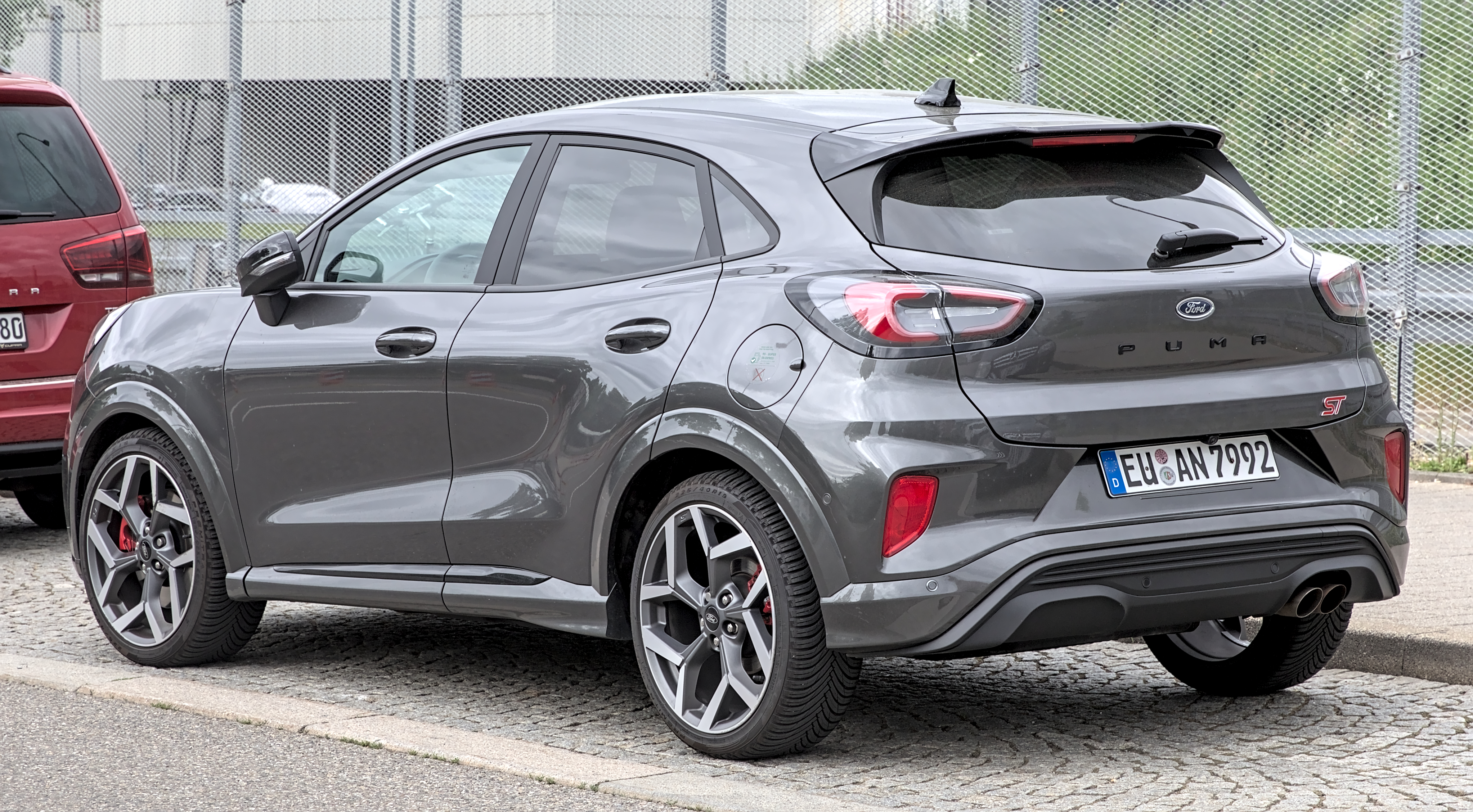
Ford Puma ST - tył

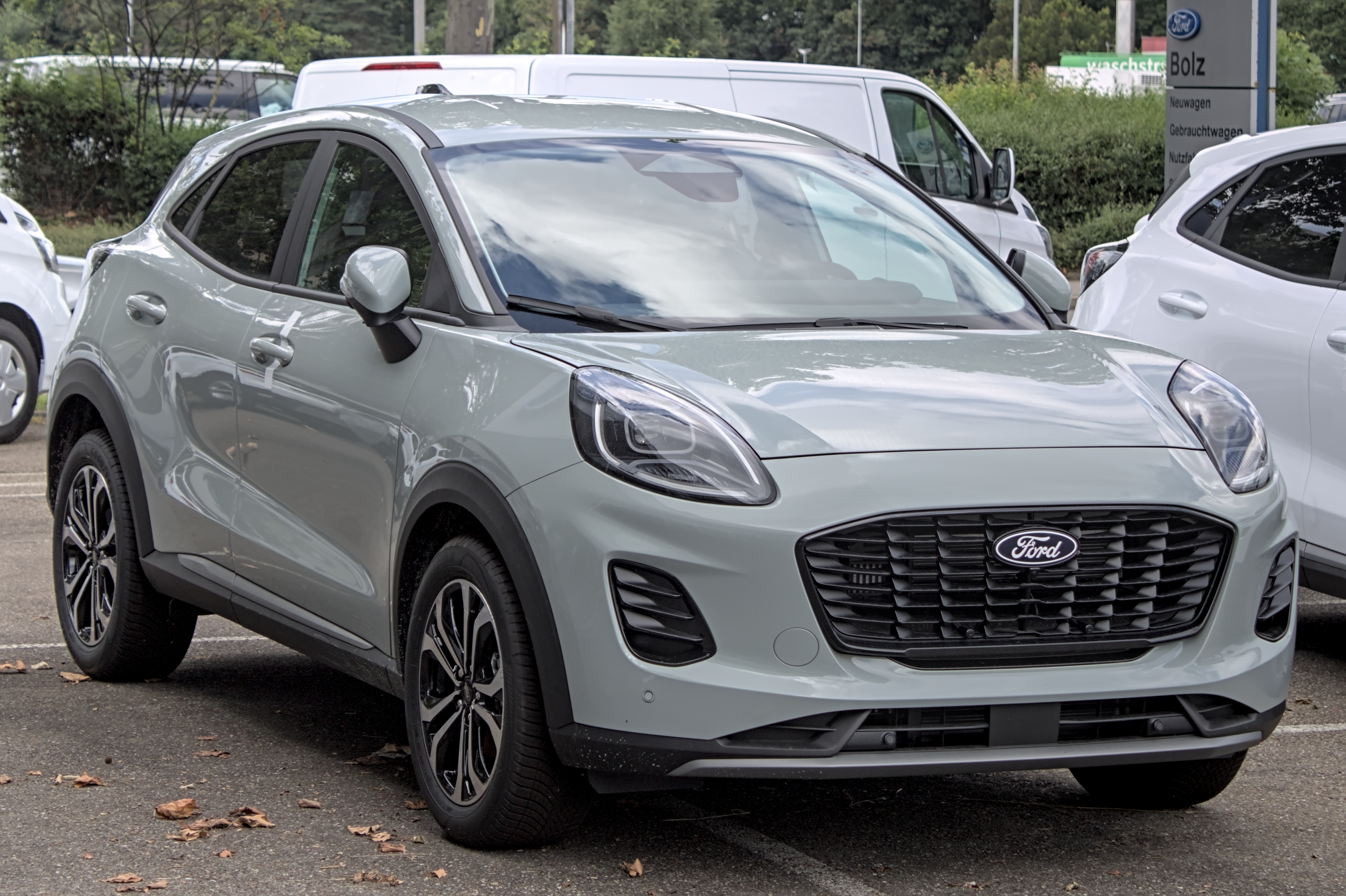
Ford Puma po liftingu

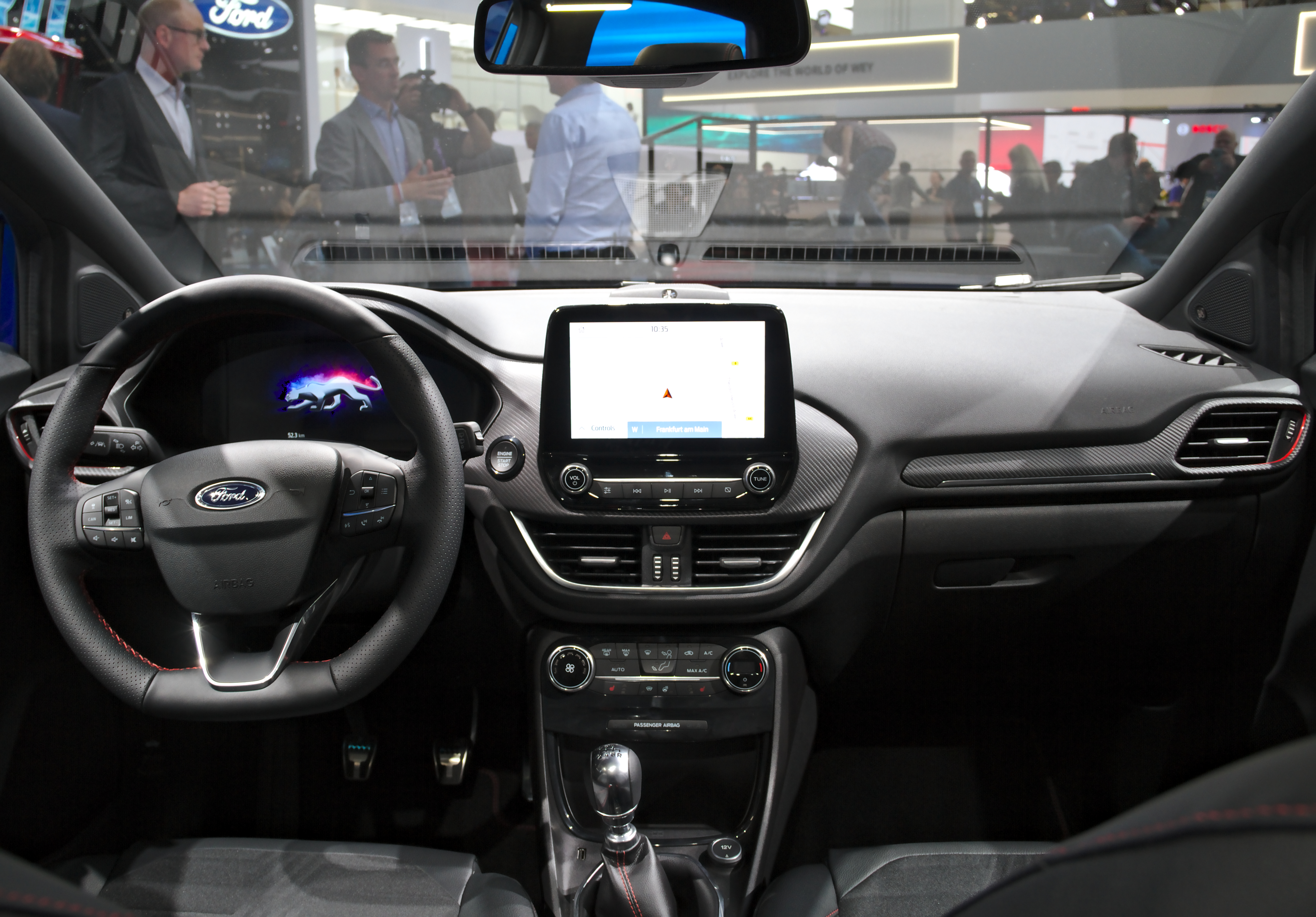
Ford Puma - kokpit

Pod koniec stycznia 2019 roku pojawiły się informacje, że zapowiadany od prawie dekady miejski crossover oparty na platformie Forda Fiesty zostanie oficjalnie zaprezentowany jeszcze w tym samym roku i otrzyma, stosowaną już w przeszłości dla niewielkiego coupe, nazwę Puma. Informacje te potwierdziły się 2 kwietnia podczas specjalnej konferencji, w ramach której przedstawiono nowe odsłony SUV-ów i crossoverów Forda. Co prawda nowa Puma nie doczekała się wtedy oficjalnej prezentacji, ale potwierdzono powrót nazwy do gamy producenta i proporcje nadwozia za pomocą specjalnej zapowiedzi.
Oficjalne informacje na temat Forda Pumy przedstawiono pod koniec czerwca 2019 roku. Samochód otrzymał charakterystyczne, obłe proporcje nadwozia, dużą atrapę chłodnicy z przodu i owalnopodobne reflektory ulokowane na krawędziach maski. Miejski crossover wyróżnia się też małą powierzchnią szyb, typową dla wielu konkurencyjnych samochodów przedstawionych w tym czasie. Kokpit w całości przejęto z bratniego modelu Fiesta, a pod kątem aranżacji wnętrza Ford podkreśla możliwości transportowe Pumy - samochód pomimo subkompaktowych wymiarów ma bagażnik o pojemności 456 litrów.

### Lifting
W lutym 2024 roku samochód przeszedł obszerną modernizację. Z zewnątrz zastosowano m.in. nowe wzory reflektorów, przeprojektowany przedni i tylny zderzak, a logo firmowe przeniesiono z krawędzi zderzaka na środek osłony chłodnicy. Ponadto, wersja ST-Line zyskała dodatkowy tylny spojler, a każdy z wariantów wyposażenia otrzymał nowe wzory alufelg i opcjonalny nowy kolor szary Cactus Grey. Największe i najobszerniejsze modyfikacje przeprowadzono w kabinie pasażerskiej, gdzie zarzucono dotychczasowy układ deski rozdzielczej na rzecz zupełnie nowego projektu. Kokpit stał się masywniejszy i wyżej zabudowany, z osadzonymi na szczycie prostokątnymi nawiewami i znajdującym się tuż pod nim wyraźnie większym, 12-calowym ekranem dotykowym systemu multimedialnego ogsługującego nowy system SYNC4. Oprócz nowego koła kierownicy o dwuramiennym układzie, umieszczono przed nią nowy, większy ekran cyfrowych wskaźników o przekątnej 12,8 cala.

### Puma ST
We wrześniu 2020 roku Ford przedstawił topową odmianę o wyczynowym charakterze, która wzorem modeli Fiesta i Focus otrzymała w nazwie dwuliterowy sufiks, zyskując nazwę Ford Puma ST. Pod kątem wizualnym samochód zyskał sześciokątny wlot powietrza wzorem wariantu ST-Line, dodatkowe nakładki na zderzaki i progi, tylny spojler, dyfuzor, a także sportowe ogumienie z linii Michelin Pilot Sport 4 S i 19-calowe alugfelgi. Pod kątem technicznym Ford Puma ST został wyposażony w trzycylindrowy silnik benzynowy o mocy 200 KM, który osiąga maksymalny moment obrotowy 320 Nm i rozpędza się do 100 km/h w 6,7 sekundy według danych fabrycznych. Napęd przenoszony jest za pomocą sześciobiegowej manualnej skrzyni biegów.
W 2020 roku brytyjski magazyn Top Gear przyznał Fordowi Puma ST tytuł najlepszego crossovera 2020 roku.

### Sprzedaż
Produkcja crossovera Ford Puma ruszyła na początku października 2019 roku w rumuńskich zakładach marki w mieście Krajowa. Przez pierwsze dwa lata rynkowej obecności Puma jest produkowana równolegle z nieznacznie większym, również miejskim crossoverem EcoSport, który powstaje tam od 2017 roku, jednak jest konstrukcją wywodzącą się z 2012 roku i z czasem zostanie prawdopodobnie wyparty z gamy przed Pumę. W połowie października 2019 roku przedstawiono oficjalny cennik dla polskiego rynku. Pierwsze egzemplarze trafiły do sprzedaży w lutym 2020 roku. W marcu 2020 roku Ford Puma trafił do sprzedaży także na pierwszych rynkach pozaeuropejskich - do Nowej Zelandii i Australii, gdzie pojazd zastąpił crossovera EcoSport. Specjalnie z myślą o tych rynkach ofertę poszerzył wariant ST-Line V wyróżniający się innym wyglądem zderzaka i większą liczbą chromowanych ozdobników.

### Wersje wyposażeniowe

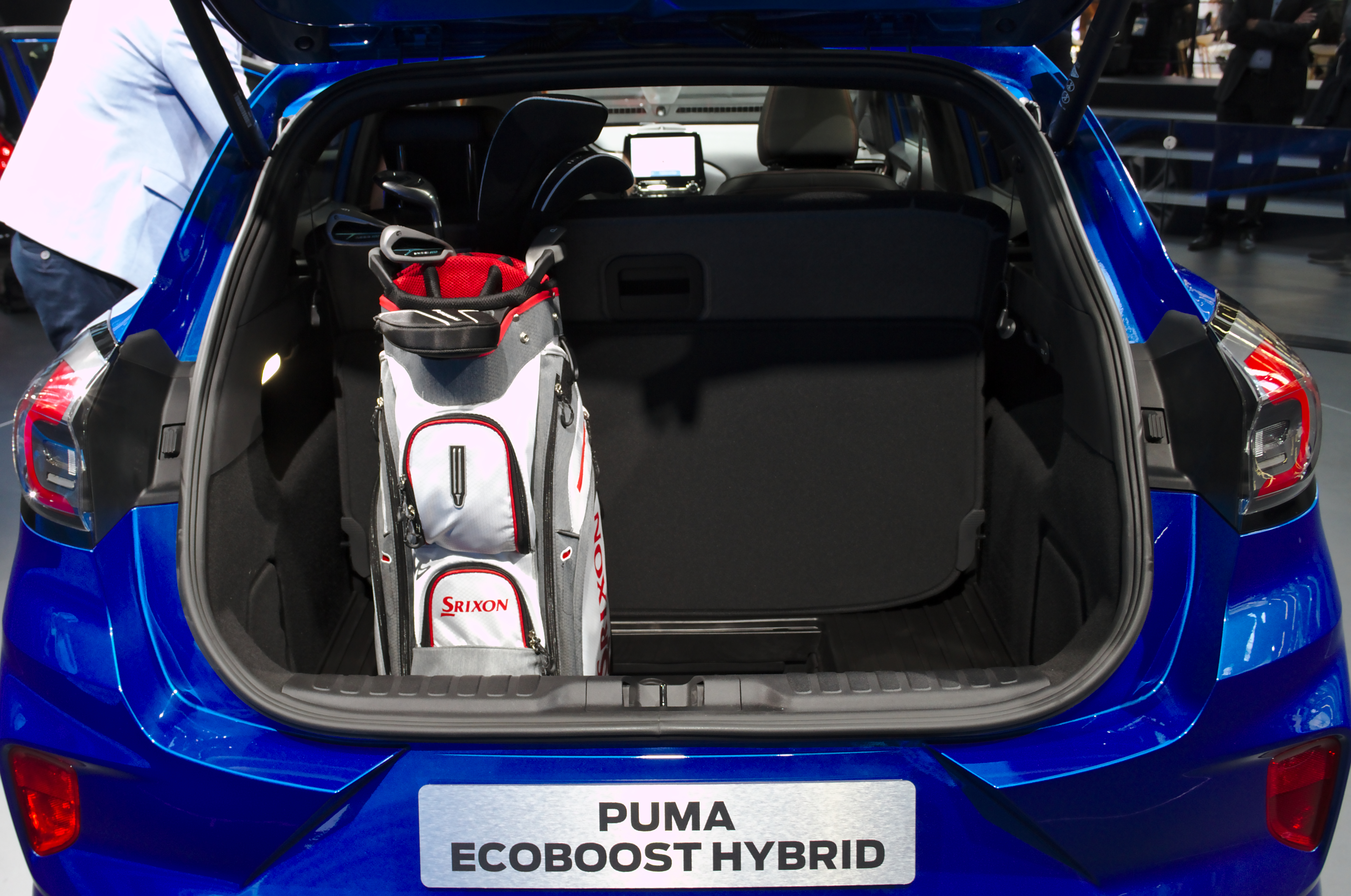
Ford Puma - bagażnik

- Trend
- Titanium
- Titanium X
- ST-Line
- ST-Line X
- ST-Line Vignale
- ST
- ST X[20]

### Silniki
- R3 1.0 EcoBoost 95 KM
- R3 1.0 EcoBoost 125 KM
- R4 1.5 EcoBlue Diesel 120 KM
- R3 1.0 EcoBoost Hybrid 125 KM
- R3 1.0 EcoBoost Hybrid 155 KM
- R3 1.5 EcoBoost 200 KM[21]